# 1076 w polityce

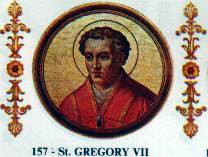
Papież Grzegorz VII

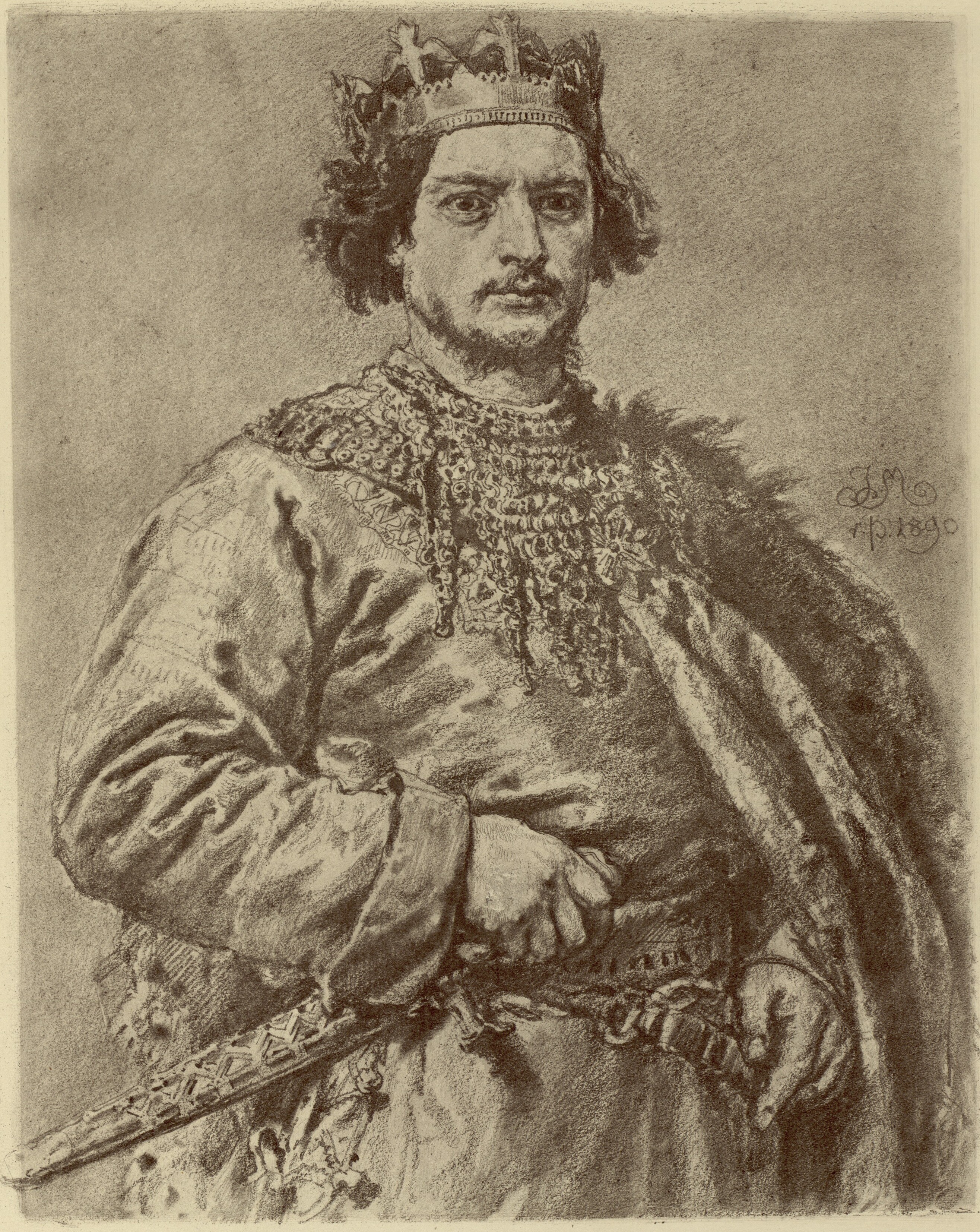
Jan Matejko, Bolesław II Szczodry

Wydarzenia polityczne w 1076 roku.

## Wydarzenia
- 14 lutego papież Grzegorz VII okłada klątwą cesarza Henryka IV Salickiego[1]. Jednocześnie zwalnia wszystkich lenników władcy z przysięgi na wierność i posłuszeństwa wobec niego[1]. Wydarzenie to jest kulminacyjnym punktem sporu o inwestyturę, czyli walki o prymat w świecie chrześcijańskim[2].
- 25 grudnia Bolesław II Szczodry został koronowany na króla Polski[3][4].
- zawarcie unii personalnej między Aragonią a Nawarrą (do 1134)[5].

## Urodzili się
- Mścisław I Harald, książę ruski.

## Zmarli
- Światosław II, książę kijowski z dynastii Rurykowiczów[6], syn Jarosława I Mądrego i Ingegerdy szwedzkiej.